# Salskoje (Kaliningrad)
Salskoje (russisch Сальское, deutsch Sankt Lorenz) ist ein Ort in der russischen Oblast Kaliningrad. Er gehört zur kommunalen Selbstverwaltungseinheit Stadtkreis Selenogradsk im Rajon Selenogradsk.

## Geographische Lage
Das Dorf liegt in der historischen Region Ostpreußen, 32 Kilometer nordwestlich der Stadt Kaliningrad (Königsberg) und vier Kilometer südöstlich von Swetlogorsk (Rauschen).

## Ortsname
Der deutsche Ortsname weist zurück auf Laurentius von Rom († 258), der als Märtyrer starb.

## Geschichte

Sankt Lorenz, nördlich des Frischen Haffs und westlich des Südausläufers des Kurischen Haffs, auf einer Landkarte von 1910.

Bereits im Jahre 1450 war das ehemals Sankt Lorenz genannte Dorf ein Kirchdorf. Im Jahr 1782 war St. Lorenz ein königliches Dorf mit einer Kirche, die unter dem Patronat des Königs stand, und elf Feuerstellen (Haushaltungen).
Am 13.  Juni 1874 wurde der Ort Amtsdorf und namensgebend für den neu errichteten Amtsbezirk Sankt Lorenz, der bis 1945 bestand und zum Landkreis Fischhausen, 1939 bis 1945 Landkreis Samland, im Regierungsbezirk Königsberg der preußischen Provinz Ostpreußen gehörte. Am 1. Dezember 1910 zählte Sankt Lorenz 239 Einwohner.
Im Jahre 1908 wurde der Gutsbezirk Pokirben (nicht mehr existent) in die Landgemeinde Sankt Lorenz eingegliedert, 1911 die Landgemeinde Nortycken (heute russisch: Gorbatowka), und 1928 folgten die Landgemeinde Tykrehnen (russisch: Sori, ein Ortsteil von Swetlogorsk) und die Gutsbezirke Alexwangen (russisch jetzt Juschny, ein Ortsteil von Swetlogorsk) und Obrotten (heute russisch: Olschanka). Die Einwohnerzahl stieg bis 1933 auf 617 und betrug 1939 bereits 705.
Als Folge des Zweiten Weltkriegs und Besetzung durch die Rote Armee im Frühjahr 1945 kam Sankt Lorenz zusammen mit der nördlichen  Hälfte Ostpreußens besatzungsrechtlich unter sowjetische Verwaltung. Der Ort erhielt im Jahr 1947 die russische Bezeichnung Salskoje und wurde gleichzeitig dem Dorfsowjet Schatrowski selski Sowet im Rajon Primorsk zugeordnet. Später gelangte der Ort in den Romanowski selski Sowet. Von 2005 bis 2015 gehörte Salskoje zur Landgemeinde Kowrowskoje selskoje posselenije und seither zum Stadtkreis Selenogradsk.

### Amtsbezirk Sankt Lorenz (1874–1945)
Der Amtsbezirk Sankt Lorenz bestand bei seiner Errichtung aus acht Landgemeinden und elf Gutsbezirken:
| Name           | Russischer Name | Bemerkungen                                                                 |
| -------------- | --------------- | --------------------------------------------------------------------------- |
| Landgemeinden: |                 |                                                                             |
| Kirtigehnen    |                 | 1928 in die Landgemeinde Rauschen im Amtsbezirk Rauschen eingegliedert      |
| Kraam          | Gratschowka     |                                                                             |
| Nortycken      | Gorbatowka      | 1911 in die Landgemeinde Sankt Lorenz eingegliedert                         |
| Plautwehnen    | Rakitnoje       | 1893 in die Landgemeinde Kraam eingegliedert                                |
| Pokalkstein    | Bogatoje        | 1893 in die Landgemeinde Kraam eingegliedert                                |
| Posselau       | Alexandrowka    |                                                                             |
| Sankt Lorenz   | Salskoje        |                                                                             |
| Tykrehnen      | Sori            | 1928 in die Landgemeinde Sankt Lorenz eingegliedert                         |
| Gutsbezirke:   |                 |                                                                             |
| Alexwangen     | Juschny         | 1928 in die Landgemeinde Sankt Lorenz eingegliedert                         |
| Klycken        | Kljukwennoje    | 1928 in die Landgemeinde Kraam eingegliedert                                |
| Lopsienen      | Rogatschowo     | 1928 in die Landgemeinde Syndau eingegliedert                               |
| Mossyken       | Rogatschowo     | 1928 in die Landgemeinde Syndau eingegliedert                               |
| Obrotten       | Olschanka       | 1928 in die Landgemeinde Sankt Lorenz eingegliedert                         |
| Plinken        | Lessenkowo      | 1928 in die Landgemeinde Kraam eingegliedert                                |
| Pokirben       |                 | 1908 in die Landgemeinde Sankt Lorenz eingegliedert                         |
| Stapornen      | Wetkino         | 1928 in die Landgemeinde Groß Ladtkeim im Amtsbezirk Kumehnen eingegliedert |
| Syndau         | Wodnoje         | 1928 in eine Landgemeinde umgewandelt                                       |
| Tolklauken     | Kalinowo        | 1908 in die Landgemeinde Regehnen im Amtsbezirk Woytnicken eingegliedert    |

Aufgrund der mannigfachen Umstrukturierungen bildeten am 1. Januar 1945 nur noch vier Gemeinden den Amtsbezirk Sankt Lorenz: Kraam, Posselau, Sankt Lorenz und Syndau.

## Kirche

### Kirchengebäude
Die Dorf- und Pfarrkirche in Sankt Lorenz stammt aus dem Jahre 1450 und geht auf eine im 14. Jahrhundert errichtete Kapelle zurück. Heute stehen nur noch Ruinenreste des Turms und des Ostgiebels, nachdem das im Krieg unversehrte Gebäude nach 1945 von einer Kolchose als Lagerhalle genutzt wurde und seit den 1970er Jahren verfiel.

### Kirchengemeinde
Bereits in vorreformatorischer Zeit war Sankt Lorenz ein Kirchdorf. Nach Einführung der Reformation war die Kirche Gotteshaus der bis 1945 mehrheitlich evangelischen Bevölkerung. Mit seinen 30 Kirchspielorten war Sankt Lorenz in den Kirchenkreis Fischhausen (heute russisch: Primorsk) in der Kirchenprovinz Ostpreußen der Kirche der Altpreußischen Union eingegliedert. Im Jahre 1929 wurde der Kirchspielort Rauschen (Swetlogorsk) als eigene Gemeinde verselbständigt.
Aufgrund von Flucht und Vertreibung als Folge des Krieges sowie staatlicher Restriktionen war kirchliches Leben nach 1945 kaum möglich. Erst in den 1990er Jahren entstanden in Selenogradsk (Cranz) und Kaliningrad (Königsberg) neue evangelisch-lutherische Gemeinden. Die Auferstehungskirche in Kaliningrad wurde die Hauptkirche der neu entstandenen Propstei Kaliningrad der Evangelisch-lutherischen Kirche Europäisches Russland.

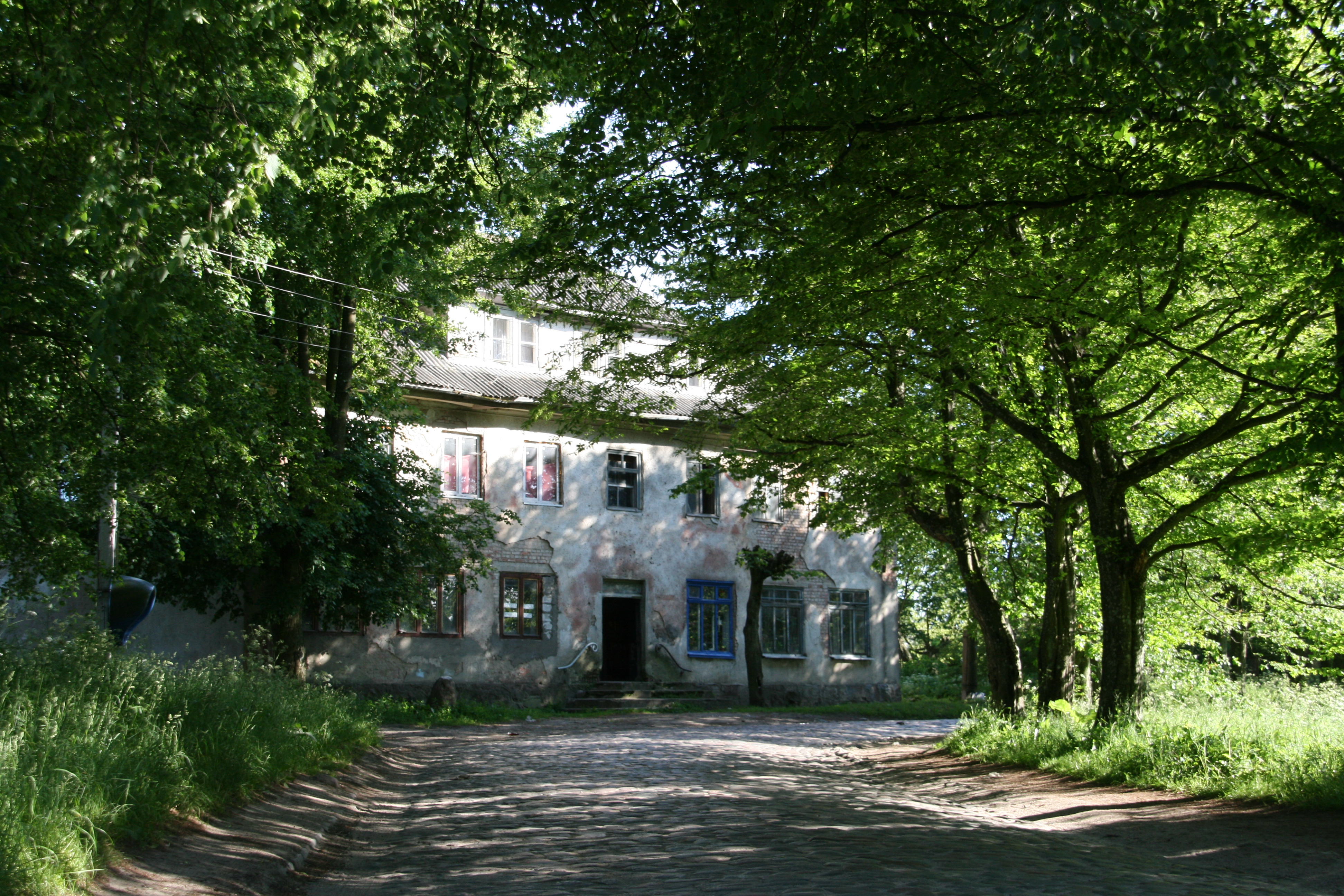
Straße zur ehem. Schule von Sankt Lorenz / Сальское (Ostpreußen) im Juni 2011

## Schule
Eine Kirchenschule bestand in Sankt Lorenz seit etwa 1700. Das Schulgebäude von 1874 hat den Krieg überlebt und dient heute als Wohnhaus mehrerer Familien.

## Verkehr
Über das Straßennetz zu erreichen ist der Ort über die  Kommunalstraße 27K-159 von Pionerski (Neukuhren) über Gratschowka Craam nach Kljukwennoje (Klycken). In der Nähe von Salskoje endet derzeit der Primorskoje Kolzo (Küstenautobahnring).
Die nächste Bahnstation ist Swetlogorsk I an der Bahnstrecke Kaliningrad–Swetlogorsk (Königsberg–Rauschen), der ehemaligen Samlandbahn.

## Persönlichkeiten des Ortes

### Mit dem Ort verbunden
- Karl Emil Gebauer, der Verfasser des Buches Kunde des Samlandes oder Geschichte und topographisch-statistisches Bild der ostpreußischen Landschaft Samland, Königsberg, 1844,  war von 1831 bis 1847 Pfarrer in Sankt Lorenz.